# Alois Fischer (Politiker, 1881)
Alois Fischer (* 2. Juli 1881 in Mittergrabern; † 12. Juni 1945, ebenda) war ein österreichischer Politiker (CSP/VF). Er war Erster Landtagspräsident im Landtag von Niederösterreich.

## Leben
Alois Fischer besuchte die Volks- und Bürgerschule. Bei seiner Mühle errichtete ein Elektrizitätswerk zur Versorgung von sechs Gemeinden. Von 1912 bis 1938 war er Bürgermeister, außerdem hatte er die Funktion des Bezirksbauernratsobmannes inne.
In der I., II. und III. Gesetzgebungsperiode gehörte er dem Niederösterreichischen Landtag an. Nach dem Tod von Carl Jukel am 20. August 1931 übernahm Alois Fischer am 30. September 1931 die Funktion des Ersten Landtagspräsidenten. Während der Zeit des Ständestaates (1934–1938) gehörte er als Vertreter der Land- und Forstwirtschaft dem Niederösterreichischen Landtag an und war in dieser Zeit Präsident des Ständischen Landtages.